# ریتای غرب
ریتای غرب (به انگلیسی: Rita of the West) فیلمی است محصول سال ۱۹۶۷ و به کارگردانی فردیناندو بالدی است. در این فیلم بازیگرانی همچون ریتا پاوونه، ترنس هیل، لوچو دالا، تدی رنو، کرک موریس، گوردون میچل، فرناندو سانچو، جینو پیرینس و لیویو لورنتسون ایفای نقش کرده‌اند.